# Урочище «Медин»
Урочище «Медин» — лісовий заказник місцевого значення в Україні. Розташований у межах Сарненського району Рівненської області, на північ від смт Рокитне. 
Площа 20 га. Статус присвоєно згідно з рішенням Рівненського облвиконкому від 22.11.1983 року № 343 (зі змінами рішення облвиконкому № 98 від 18.06.1991 року). Перебуває у віданні ДП «Рокитнівський лісгосп» (Рокитнівське л-во, кв. 6, вид. 2, 3, 5, 6, 10, 14, 15). 
Статус присвоєно для збереження частини лісового масиву, у деревостані якого переважають насадження ялини, берези та вільхи.